# Liste der Monuments historiques in Sarcelles
Die Liste der Monuments historiques in Sarcelles führt die Monuments historiques in der französischen Stadt Sarcelles auf.

## Liste der Bauwerke
| Bezeichnung                                 | Beschreibung              | Standort                       | Kennzeichnung | Schutzstatus | Datum | Bild           |
| ------------------------------------------- | ------------------------- | ------------------------------ | ------------- | ------------ | ----- | -------------- |
| Kirche St-Pierre-St-Paul                    | Erbaut im 12. Jahrhundert | (Lage)                         | PA00080208    | Classé       | 1911  | weitere Bilder |
| Ehemaliges Herrenhaus, heute Hôtel de Ville | Erbaut 1885               | 3, rue de la Résistance (Lage) | PA95000018    | Inscrit      | 2011  | weitere Bilder |

## Liste der Objekte

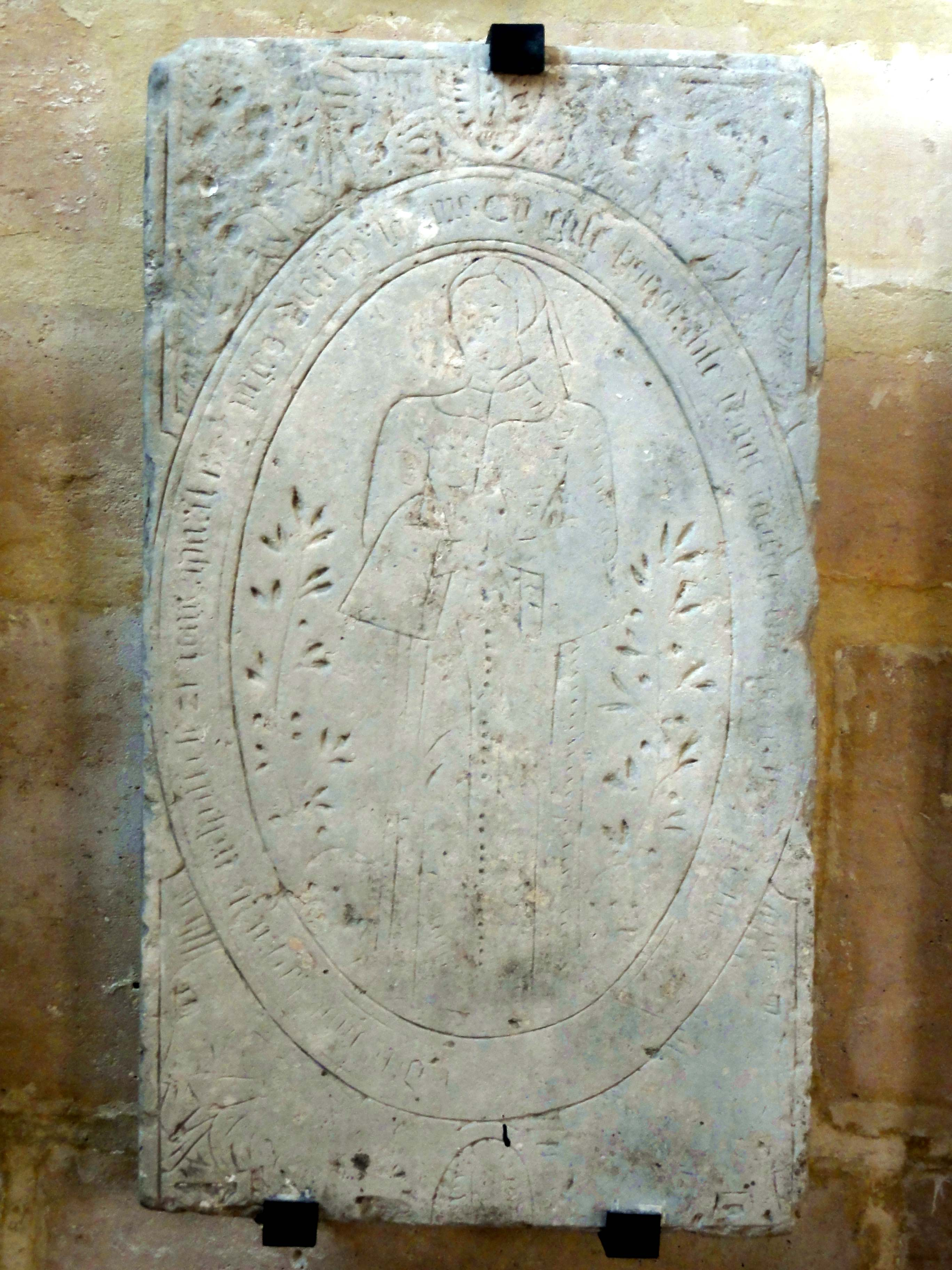
Grabplatte für Marguerite Poncelles († 21. April 1588) in der Kirche St-Pierre-St-Paul

- Monuments historiques (Objekte) in Sarcelles in der Base Palissy des französischen Kultusministeriums